# Nathan de Vries
Nathan de Vries (Groningen, 11 november 1991) is een Nederlandse presentator, actief bij HUMAN sinds 2021.

## Biografie
De Vries studeerde Communicatie aan de Hanzehogeschool Groningen. Hij stond tijdens zijn stage voor het eerst voor de camera, voor de lokale omroep OOG bij het studentenprogramma STUG. Tijdens en na zijn studieperiode was de Vries werkzaam bij het online magazine HanzeMag, van de Hanzehogeschool. Voor het HanzeMag maakte De Vries een serie portretreportages van Groningse studentenverenigingen. Vervolgens werd hij begin 2015 toegelaten op de BNN University. Hier heeft hij bij het digitale themakanaal 101 TV ervaring opgedaan als presentator. Vanaf begin september 2015 was de Vries verslaggever voor onder andere het BNN-programma Spuiten en Slikken. In 2018 werd de Vries het nieuwe gezicht van Ajax TV op Fox Sports Eredivisie, waar hij onder meer talenten uit de jeugdelftallen van Ajax interviewde. In 2021 presenteert De Vries in Groningen tweewekelijks het programma Talk of the Town in Groningen. In datzelfde jaar begint hij als presentator en programmamaker bij omroep HUMAN, waar hij zich verdiept in maatschappelijke onderwerpen, wat onder andere heeft geleid tot de podcastserie Niet Zo Zwart Wit.

## Werk

### Als presentator
- Spuiten en Slikken (BNN, 2015-2017)
- Ajax TV (Fox Sports Eredivisie, 2018-2019)[5]
- Keuringsdienst van Waarde (KRO-NCRV, 2019-heden)
- Weekend van de Wetenschap 2019 (als ambassadeur)[6]
- Talk of the Town (Forum Groningen, 2021)[7]
- Niet Zo Zwart Wit (HUMAN 2021-heden)[4]
- Een Ghanees in Schokland (eigen productie, 2024)